# Přibylov
Přibylov je vesnice, součást města Skuteč v okrese Chrudim. Nachází se severně od Skutče, podél silnice II/358 vedoucí od Podlažic přes Přibylov směrem k centru města. Je jednou ze základních sídelních jednotek města. Nalézá se na katastru města Skutče.
Původně se pahorku proti Skutči za Bílým kopečkem při státní silnici na Chrast a Chrudim říkalo Stračín, snad zde dříve bylo popraviště, pozdější název Přibylov zřejmě souvisí s tím, že ke Skutči „přibyly“ domky nově vznikající zástavby.
Kolem roku 1807 zde byly otevřeny opukové lomy a práci v nich našla řada zedníků, kteří si tady postavili nové domky nad Annenským údolím. Přibližně ze stejné doby pochází kamenná budova hostince s velkým tanečním sálem.

## Galerie

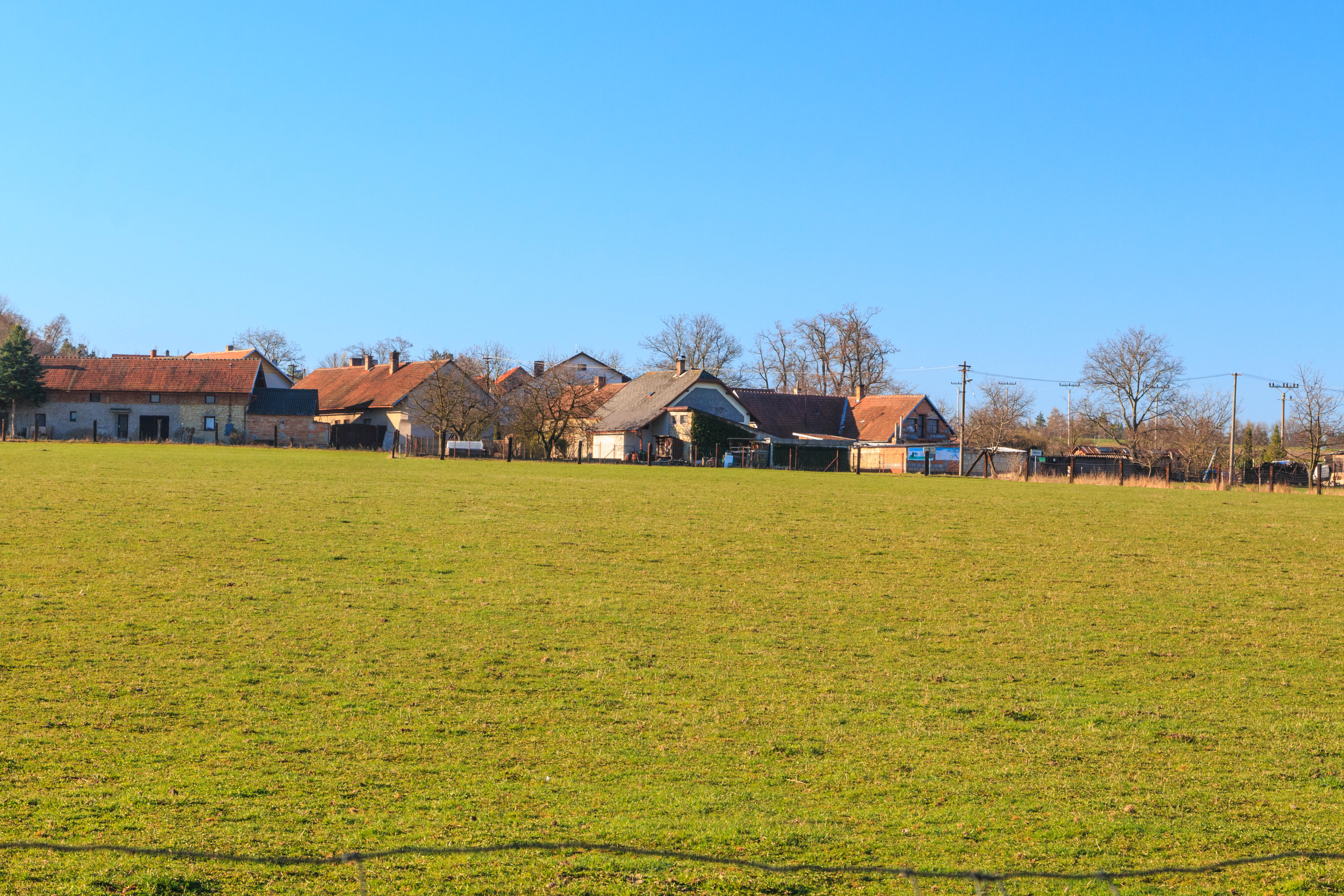
Přibylov - pohled od Nové Vsi
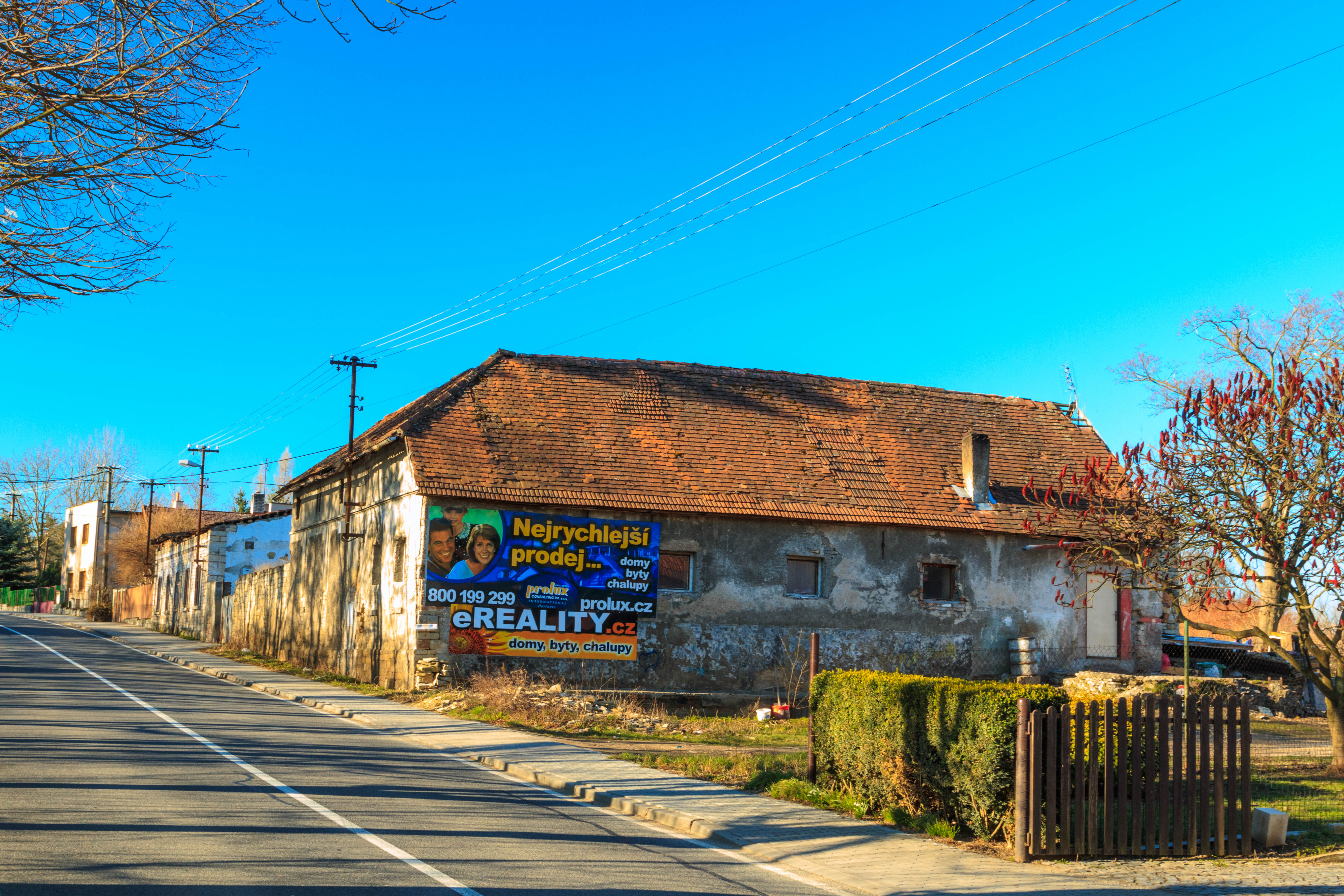
Přibylov - dům čp. 556
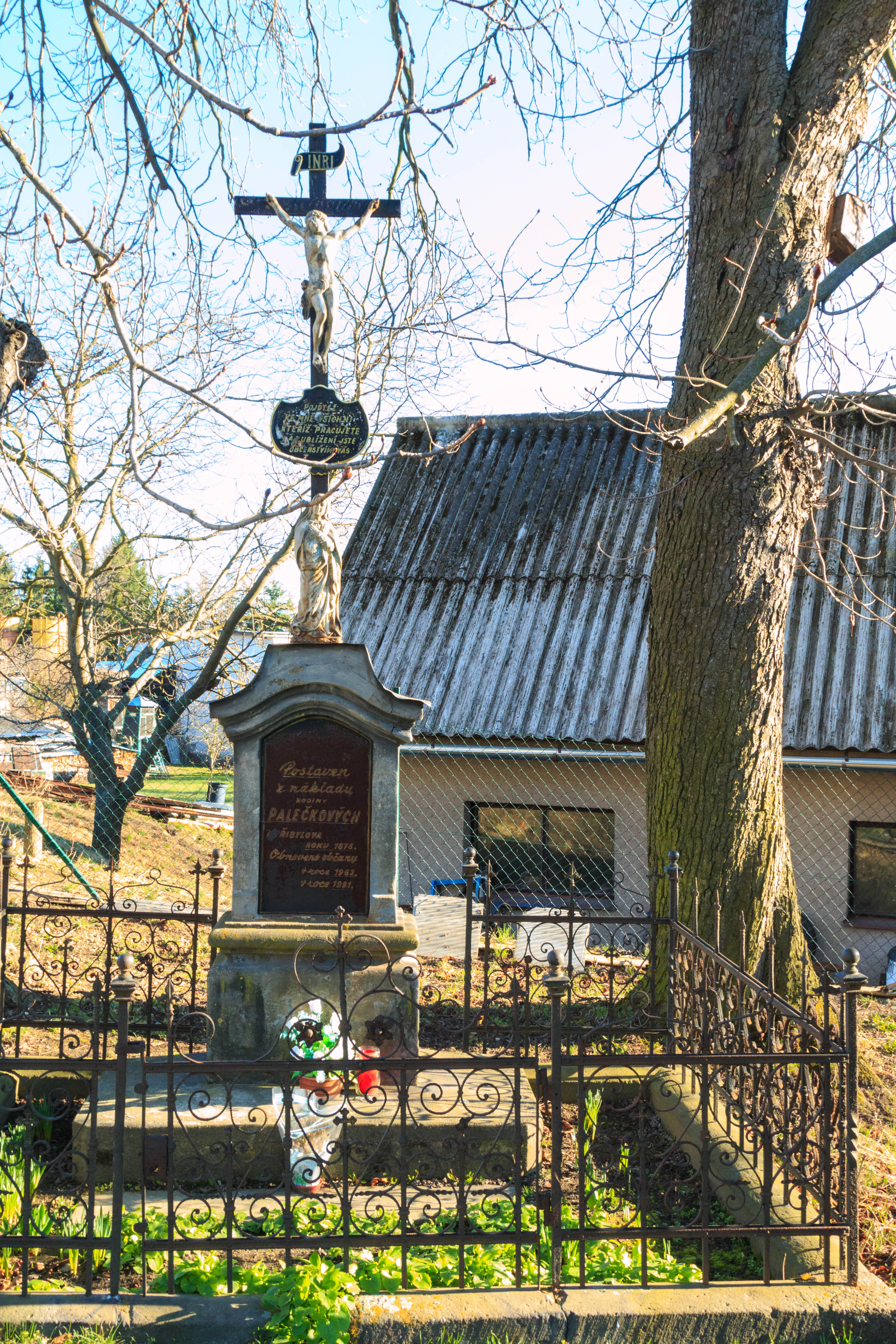
Přibylov - křížek
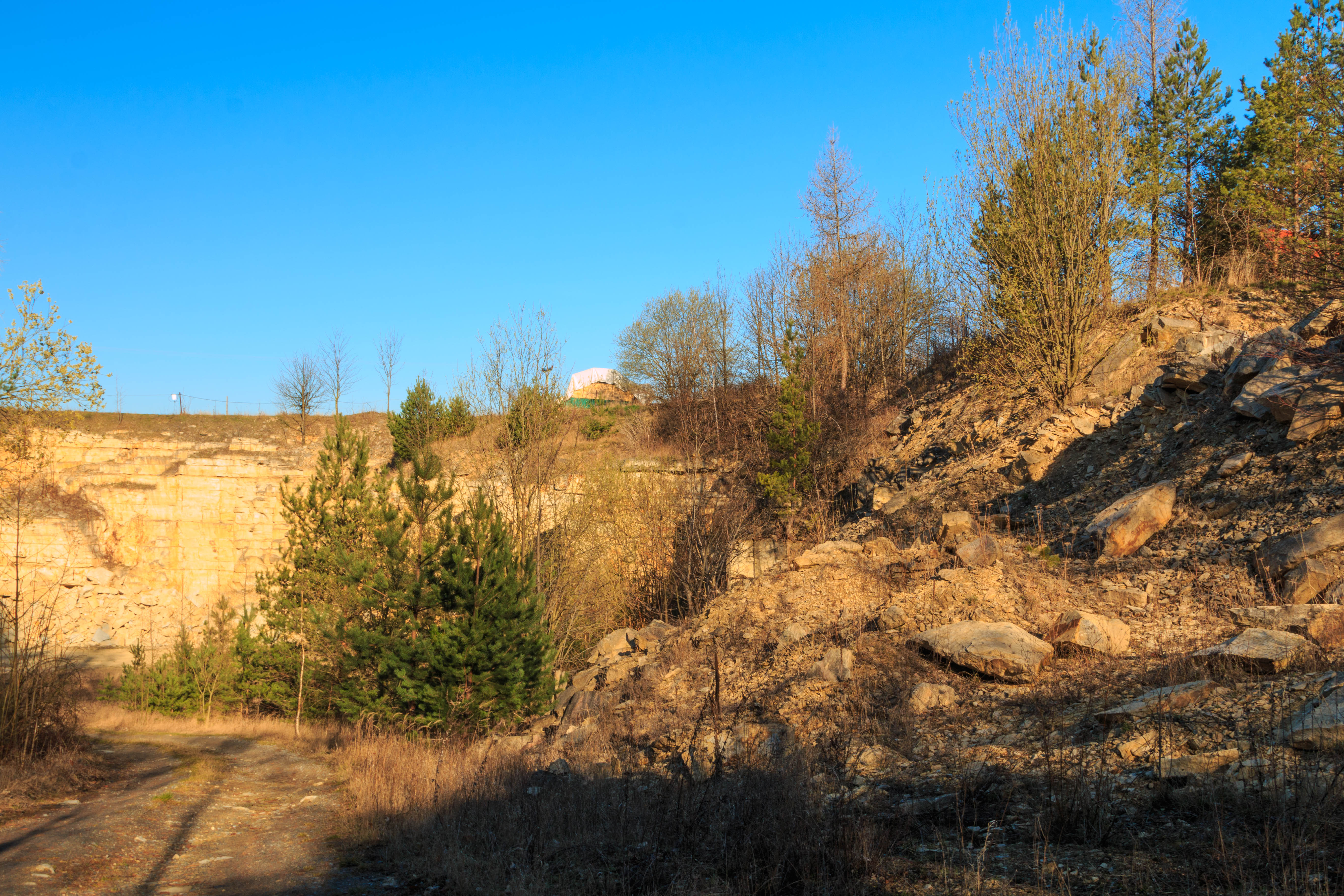
Přibylov - opukový lom